# Sobieradz (przystanek kolejowy)
Sobieradz – nieczynny przystanek kolejowy w Sobieradzu w powiecie gryfińskim, w województwie zachodniopomorskim, w Polsce.